# Sawa Krypiecki
Sawa Krypiecki – święty mnich prawosławny.
W połowie XV wieku przybył na Ruś z obszaru współczesnej Serbii lub – według innej wersji – z Góry Athos, już jako mnich. Osiedlił się w Pskowie, gdzie został uczniem mnicha Eufrozyna, również późniejszego świętego prawosławnego. Opuścił go jednak, otrzymawszy od niego błogosławieństwo, poszukując jeszcze surowszego trybu życia. Zamieszkał samotnie w uroczysku Krypieckim w okolicach Pskowa. Cały czas spędzał na modlitwie, stale poszcząc. Po kilku latach wybudował w pobliżu swojej pustelni cerkiew św. Jana Teologa. Od tego momentu wokół niego zaczęli gromadzić się naśladowcy, którzy w 1495 przekonali go, by założył monaster, którego patronem również został św. Jan Teolog. Mnich Sawa odmówił jednak przyjęcia godności igumena, zamiast tego wskazując na przełożonego klasztoru jednego ze swoich uczniów – mnicha Kasjana. Mimo tego jego sława świętego ascety rosła; do monasteru, w celu spotkania z nim, przybywali ludzie wszystkich warstw społecznych. Przypisywano mu zdolność leczenia chorych i czynienia wielu innych cudów, również po śmierci.
Należy do Soboru Świętych Pskowskich.